# Gabriel Pereira de Castro
Gabriel Pereira de Castro (ur. 1571, zm. 1632) – portugalski duchowny, poeta i prawnik. Urodził się w Bradze. Studiował prawo na Uniwersytecie w Coimbrze. Później został profesor tej uczelni. Był autorem licznych prac z zakresu prawa. Tworzył poezję w języku portugalskim, hiszpańskim i łacińskim. Napisał m.in. poemat epicki Ulisseja, czyli założenie Lizbony, opowiadający o założeniu późniejszej stolicy Portugalii przez mitycznego Odyseusza. Utwór ten, napisany oktawą, czyli strofą ośmiowersową rymowaną abababcc, nazywaną po portugalsku oitava rima, miał się stać portugalskim eposem narodowym. Poeta zmarł w Lizbonie.
Epos Ulisseja ukazał się pośmiertnie, w 1636 roku staraniem brata autora, Luísa Pereiry de Castro. Jest on jednym z najważniejszych dzieł epickich powstałych w Portugalii w okresie renesansu i baroku. Niekiedy jednak Gabriel Pereira de Castro jest oskarżany o plagiat Luzjad.